# Anton Nordenfur
Anton Nordenfur, född 21 mars 1992 i Linköping, är en piratpartistisk och frihetlig debattör. Nordenfur var partisekreterare för Piratpartiet mellan maj 2016 och juni 2017. Hen är sedan januari 2018 partiets revisor tillsammans med Markus Berglund.

## Biografi
Nordenfur bor i Tumba utanför Stockholm och arbetar som administratör för SVEA Gruppen. Hen arbetade tidigare för Unga med synnedsättning. Nordenfur identifierar sig som ickebinär, det vill säga varken som man eller kvinna. Hen har givit ut två böcker - Stormen och Home.

### Politik
Nordenfur blev politiskt aktiv 2008 i Piratpartiets ungdomsförbund Ung Pirat på lokal nivå och kandiderade vid valet 2010 till Linköpings kommunfullmäktige. Mellan 2012 och 2013 var hen ordförande för förbundets östra distrikt. Valdes 2012 in i partistyrelsen som sekreterare och utsågs 2013 partiets talesperson i innovationspolitik. I partiet har hen bland annat opinionsbildat kring open access, open research, rymdpolitik och HBTQ-politik. 
Nordenfur kandiderade för Piratpartiet vid Europaparlamentsvalet 2014 och vid riksdagsvalet 2014.
I maj 2015 meddelade Nordenfur sin kandidatur till partiledare men drog i senare tillbaka kandidaturen av hälso- och ekonomiska skäl och valde att vid partiets vårmöte 2016 istället kandidera till rollen som partisekreterare samt ge sitt stöd till Magnus Andersson kandidatur till partiledare, uppdrag som de båda sedan fick. I juni 2017 lämnade Nordenfur sitt uppdrag. På partiets höstmöte 2017 valdes Nordenfur till revisor tillsammans med Markus Berglund.

### Musik
Nordenfur är också aktiv inom musikvärlden. Hen släppte genom sitt projekt Hopes Were High albumen "Opening the Curtains" (2008) och "The Dark Tower I: The Gunslinger" (2009) och genom Quispiam albumet "The Flight of the Last Raven" (2010).